# زمین‌لرزه ۲۰۰۶ دریای باندا
زمین‌لرزه دریای باندا  در تاریخ ۲۷ ژانویه ۲۰۰۶ میلادی، برابر با ‎۷ بهمن ۱۳۸۴، ساعت ۱۶:۵۸:۵۳ به زمان یوتی‌سی در دریای باندا رخ داد. ژرفای این زلزله ۳۹۷ کیلومتر بود، و بزرگی آن ۷٫۶ در مقیاس Mw اعلام شده‌است. زمین‌لرزه به وقت محلی در روز شنبه، ساعت ۱ روی داده و منطقه زمانی آن یوتی‌سی +۹ بوده‌است .
سازمان زمین‌شناسی آمریکا نیز رومرکز این زمین‌لرزه را در مختصات ۵°۲۸′۲۳″جنوبی ۱۲۸°۰۷′۵۲″شرقی / ۵٫۴۷۳°جنوبی ۱۲۸٫۱۳۱°شرقی و ژرفای آنرا در ۳۹۷ کیلومتر گزارش کرده‌است. بزرگی برگزیدهٔ این سازمان از میان بزرگیهای محاسبه‌شدهٔ مختلف ۷٫۶ در مقیاس Mw بوده و از دید اثر، در میان چهار دسته‌بندی «نامحسوس»، «محسوس»، «زیان‌آور» یا «با تلفات»، زلزله را «محسوس» اعلام کرده‌است.
پروژهٔ «تنسور گشتاور مرکزوار» زاویه‌های (راستا، شیب، ریک) گسل سازندهٔ زمین‌لرزه و صفحه عمود بر آنرا (°۴۳، °۴۲، °۴۴-) یا (°۱۶۹، °۶۳، °۱۲۳-) و نوع گسل را «عادی» فرارسانده‌است.